# Гигантска пискуна
Гигантската пискуна (Arthroleptis krokosua) е вид жаба от семейство Arthroleptidae. Видът е застрашен от изчезване.

## Разпространение
Разпространен е в Гана.